# Ip Man 4
Série
Ip Man 3
(2015)
Pour plus de détails, voir Fiche technique et Distribution.
Ip Man 4 (葉問4：完結篇) est un film biographique d'arts martiaux hongkongais réalisé par Wilson Yip et produit par Raymond Wong et sorti en 2019. Il s'agit du quatrième film de la série de films Ip Man basée sur la vie du grand maître de Wing Chun du même nom, et mettant en vedette Donnie Yen. La production du film débute en avril 2018 et se termine en juillet de la même année.

## Synopsis
Après la mort de sa femme, Ip Man découvre qu’il souffre d'un cancer de la gorge dû au tabagisme. Il accepte l'invitation de Bruce Lee pour assister au tournoi d'arts martiaux et se rend aux États-Unis, surtout dans le but de trouver une école à son fils et lui assurer un meilleur avenir qu'à Hong Kong. Sur place, il découvre toutes les difficultés que vit la communauté chinoise pour s'intégrer à la société américaine à cause du racisme latent des blancs américains. Lors d’une réunion autour d’une table ronde à CBA (The Chinese Benevolent Association), il apprend que Bruce Lee, son élève enseigne les arts martiaux aux non-chinois, ce qui irrite Zonghua Wan, maître Tai-chi-chuan et les autres maîtres qui s’y trouvent.
Par la même occasion, Ip Man cherche aussi une école pour son fils. Il a un entretien avec la directrice qui lui propose de verser 10.000 $ pour le faire entrer. Entre-temps, le professeur de sport nomme Yonah, fille de Zonghua Wan, en tant que pom-pom girl principale, ce qui déplaît fortement à Becky, sa rivale qui décide de lui régler son compte. Mais Ip Man sort de l’établissement scolaire, et voit Yonah encerclée et sauvagement agressée par Becky (profondément raciste) et ses acolytes. Il la sauve in extrémis. Après avoir raccompagné Yonah chez son père. Ip Man se retrouve à échanger quelques coups avec celui-ci. Échange vite interrompu par un séisme. Le maître Wan lui propose alors un duel à l'occasion de la prochaine fête de la mi-automne.
Hartman Wu, élève de Bruce Lee et militaire, est battu par l’instructeur Colin Frater, karatéka, complice de Barton Geddes, sergent d'artillerie des Corps des Marines, qui vante la supériorité du karaté sur les arts martiaux chinois.  
Pendant la fête de la mi-automne, Frater provoque en duel trois des grands maîtres, et les bat sans coup férir avant qu'Ip Man n'intervienne et ne le défasse. À cause du mensonge de Becky, sa mère met la pression à son conjoint, Andrew Walter, officier de l'INS, ne supportant pas que sa fille soit frappée par la fille du maître Wan, en le tenant pour responsable. Il arrête ce dernier qui devait être présent à la fête en lui reprochant d’avoir aidé des immigrants clandestins à falsifier leurs papiers. 
Frater est transporté à l’hôpital. Mais Geddes, son ami, le voyant dans cet état, s’enflamme et jure de le venger. Il fait irruption dans l'Association dont Zonghua Wan est le président et maîtrise les adhérents avant de se rendre à l'INS. Sous la menace de Geddes, Walter libère le maître Wan. Ne supportant plus les moqueries à l'encontre des chinois, ce dernier accepte le combat singulier que propose Geddes. Dans un premier temps le maître Wan domine. Hélas il est rapidement vaincu et sa jambe droite brisée. Apprenant l'état grave de maître Wan, Ip Man se rend dans le camp militaire pour rendre justice et sauver la réputation de la communauté chinoise. Le bataillon de Geddes assiste au combat ainsi que Hartman Wu. Geddes et Ip man se livrent à un combat sans merci. Bien que âgé et souffrant d'un cancer, Ip man manque d’être terrassé par son adversaire mais finit par remporter le combat en mettant Geddes à terre. 
De retour à Hong Kong, Ip man retrouve son fils et finit par lui enseigner le Wing chun au lieu de l'envoyer aux États-Unis. 
À la fin du film, Ip meurt à 79 ans des suites de son cancer de la gorge. Aux obsèques, Bruce Lee lui rend hommage.

## Fiche technique
- Titre original : 葉問4：完結篇, Yè wèn 4: Wánjié piān
- Titre français : Ip Man 4
- Réalisation : Wilson Yip
- Pays d’origine :  Hong Kong
- Sociétés de distribution : Eurozoom (France)
- Genre : action, biopic
- Durée : 105 minutes
- Dates de sortie :
  - Chine et Hong Kong : 20 décembre 2019
  - France : 22 juillet 2020

## Distribution
- Donnie Yen (VFB : David Manet) : Ip Man
- Wu Yue (en) (VF : Jean-Pierre Leblan) : le président Wan Zong Hua
- Vanness Wu (VF : Jérôme Keen) : le sergent Hartman Wu
- Scott Adkins[1] (VF : Fabrice Lelyon) : le sergent-chef Barton Geddes
- Danny Chan : Bruce Lee[2]
- Kent Cheng : Bob
- Ngo Ka-nin (en) (VFB : Christophe Hespel) : Leung Kan
- Simon Shiyamba (VF : Fabrice Lelyon) : Billy
- Chris Collins (VF : Jean-Pierre Leblan) : Colin Frater
- Vanda Margraf (VF : Amandine Vincent) : Yonah Wan
- Lo Mang (VF : Yannick Blivet) : Maître Law
- Adrian Wheeler (VF : Jérôme Keen) : M. Wight
- Grace Englert : Becky Walters
- Andrew Lane Cawthon (VF : Jean-Pierre Leblan) : Andrew Walters
- Nicola Stuard Hill : Gabrielle Walters
- John F. Cruz (VF : Jérôme Keen) : le général Armstrong
- Qiang Gao : Maître Chiu
- Xiaofei Zhou : Maître Chiang of Xing Yi
- Ye He : Ip Ching

 Source et légende : version française (VF) sur RS Doublage

## Production
Le 30 septembre 2016, Donnie Yen (qui a déjà interprété Ip Man dans trois films) annonce son retour avec le réalisateur Wilson Yip et le scénariste Edmond Wong pour un quatrième film. Le producteur Raymond Wong déclare avoir payé à Yen « une grosse somme d'argent » pour revenir dans ce quatrième volet. Le tournage commence en avril 2018 et se termine en juillet. Le film est tourné en Chine et à Preston.
Le film est doté d'un budget de 52 millions de dollars.

## Sortie
Le film devait sortir en juillet de l'année 2019.
La date de sortie est finalement repoussée à décembre 2019.
C'est Donnie Yen (Ip man), très actif sur les réseaux sociaux, qui précisera la date exacte de sortie du film sur son profil instagram, prévu pour le 20 décembre.

## Accueil

### Critique
À l'international, le film obtient une note moyenne de 62⁄100 sur le site Metacritic, qui recense 11 titres de presse. 
En France, le site Allociné recense une moyenne des critiques presse de 3,2/5.

### Controverse
En raison de la position pro-Pékin du producteur du film et de ses acteurs principaux, le quatrième volet de Ip Man a fait l'objet d'un appel au boycott à Hong Kong. Cet appel est lancé par les militants des manifestations de 2019-2020 à Hong Kong.

### Box-office
À Hong Kong, un total de 7,5 millions de dollars au box-office en trois jours.
En Chine, en l'espace de trois jours, le film fait 43 millions de dollars au box-office. Un chiffre très nettement au-dessus de Star Wars 9, qui récolte selon les estimations environ 12,1 millions de dollars.
| Pays                           | Box-office      |
| Box-office                     | 175 694 620 $   |
| Box-office Chine               | 165 290 606 $   |
| Box-office États-Unis - Canada | 3 956 031 $     |
| Box-office Hong Kong           | 3 725 263 $     |
| Box-office Royaume-Uni         | 256 907 $       |
| Box-office Allemagne           | 176 922 $       |
| Box-office France              | 29 juillet 2020 |

## Distinctions
- Hong Kong Film Awards 2020[16]
  - Meilleure chorégraphie d'action pour Yuen Woo-ping
  - Meilleur montage
  - Meilleur son